# Alain Passard
Alain Passard, né le 4 août 1956 à La Guerche-de-Bretagne (Ille-et-Vilaine), est un chef cuisinier français, propriétaire du restaurant parisien trois étoiles L'Arpège.

## Biographie
Alain Passard commence sa carrière à l'âge de quatorze ans, à l'Hôtellerie du Lion d'or à Liffré, sous la direction de Michel Kerever. De 1976 à 1977, il travaille à La Chaumière à Reims, sous les ordres de Gérard Boyer. De 1978 à 1980, il travaille à L'Archestrate (trois étoiles), sous les ordres de Alain Senderens qui deviendra son mentor ; de 1980 à 1984, dans l'établissement Le Duc d'Enghien, au Casino d'Enghien. C'est là qu'à vingt-six ans, il devient le plus jeune chef récompensé par deux étoiles.
En 1984, il arrive au restaurant Carlton de Bruxelles et, dans les deux années suivantes, réussit à gagner deux étoiles.

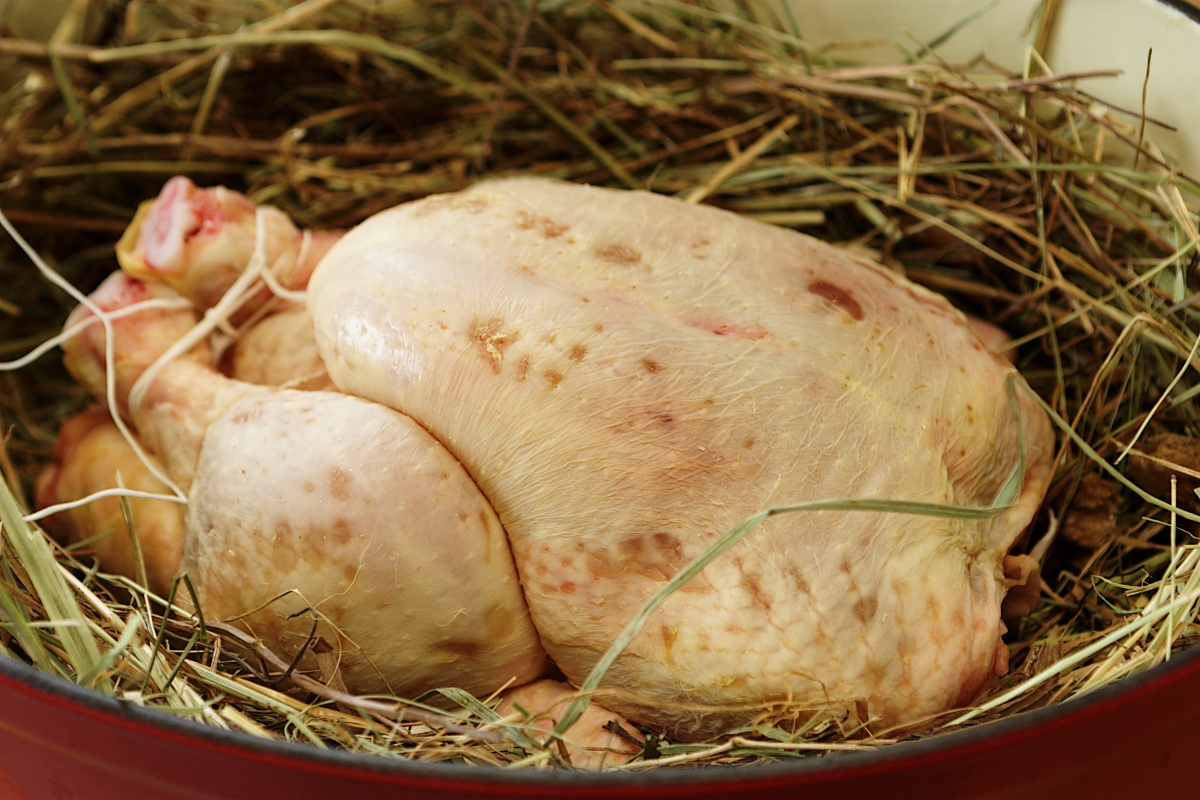
Poulet au foin de Crau (AOC)

En 1986, il achète le restaurant d'Alain Senderens et le rebaptise L'Arpège. C'est là qu'Alain Passard lance, cette même année, son célèbre poulet au foin. Il ne lui faut qu'une année pour gagner sa première étoile et un an de plus pour obtenir sa deuxième. En 1996, L'Arpège obtient sa troisième étoile au guide Michelin, étoile qu'il a conservée jusqu'à ce jour.
De 1987 à 1990, il fait partie des invités de l'émission culinaire hebdomadaire Quand c'est bon ?… Il n'y a pas meilleur !, diffusée sur FR3 et animée par François Roboth.
En 2001, il retire la viande rouge de son menu et concentre ses efforts sur les légumes. Il devient un précurseur de la cuisine végétale en France.
En 2002, il achète son premier jardin potager dans la Sarthe (afin de fournir L'Arpège en légumes), le deuxième dans l’Eure en 2005 et le troisième dans la Manche en 2008.
En 2010, il reçoit une « pépite » lors de la cérémonie des Globes de cristal pour sa participation au rayonnement de la culture française et obtient également la plus haute distinction du guide Gault&Millau 2010 avec 5 toques,. En 2016, la série documentaire de Netflix Chef's Table: France consacre un épisode à Alain Passard et à son parcours,.
En 2019, il entre dans l'académie des « Toques d'or » du Gault & Millau.